# Mundos opuestos (album)
Mundos opuestos  è il secondo album in studio del gruppo musicale statunitense Ha*Ash, pubblicato il 27 settembre 2005 dalla Sony Music.

## Tracce
Edizione Standard
1. Si tú quieres ser – 3:54 (Ashley Grace, Hanna Nicole, Áureo Baqueiro)
2. Amor a medias – 4:13 (Áureo Baqueiro, Salvador Rizo)
3. Tu mirada en mi – 3:44 (Ashley Grace, Hanna Nicole, Áureo Baqueiro, Gian Marco)
4. Ya no (feat. Kalimba) – 3:40 (Áureo Baqueiro)
5. Me entrego a ti – 3:45 (Soraya)
6. No te puedo enamorar – 4:15 (Ashley Grace, Hanna Nicole, Áureo Baqueiro, Carla Garcia)
7. Aléjate de mi hermana – 4:03 (Áureo Baqueiro , Salvador Rizo)
8. Quédate conmigo – 4:20 (Áureo Baqueiro, Fernando Gonzalez)
9. Más perfecta que normal – 3:01 (Marti Dodson, Rebecca Lynn Howard, Tom Shapiro)
10. Vaquera (I Want to Be a Cowboy's Sweet Heart) – 2:42 (Patsy Montana)
11. Pobre diabla – 3:58 (Claudia Brant, América Jimenez)
12. ¿Qué hago yo? – 3:26 (Soraya)

Edizione Speciale
1. Código postal – 3:05 (Carlos de Yarza, Carlos Ponce)

## Classifiche
| Classifica (2005)  | Posizione massima |
| ------------------ | ----------------- |
| Messico (AMPROFON) | 8                 |